# Радиотелецентр РТРС в Республике Марий Эл
Радиотелевизионный передающий центр Республики Марий Эл (филиал РТРС «РТПЦ Республики Марий Эл») — подразделение Российской телевизионной и радиовещательной сети, основной оператор эфирного цифрового и аналогового телевизионного и радиовещания в Республике Марий Эл, единственный исполнитель мероприятий по строительству цифровой эфирной телесети в Республике Марий Эл в соответствии с федеральной целевой программой «Развитие телерадиовещания в Российской Федерации на 2009—2018 годы».
Радиотелецентр обеспечивает 99,6 % жителей республики 20-ю обязательными общедоступными телеканалами и тремя радиостанциями в стандарте DVB-T2, входящими в состав первого и второго мультиплексов цифрового эфирного телевидения, способствует развитию мобильной связи. Эфирную трансляцию в регионе обеспечивает 31 радиотелевизионная станция.
До перехода на цифровое эфирное телевидение в районах Республики Марий Эл можно было принимать в среднем три аналоговые программы.

## История
История телерадиовещания в Республике Марий Эл ведёт отсчёт с 29 января 1922 года. В этот день начала свою работу первая радиотелеграфная станция в Краснококшайске Марийской автономной области (ныне Йошкар-Ола). Станция обеспечила приём Вестника «РОСТА», руководящих циркуляров для областных организаций, материалов для газеты «Йошкар-кече».
В конце 1925 года на приёмной радиостанции появилось новое оборудование: регенеративный ламповый приёмник и кислотные аккумуляторы. Тогда же открылся трансляционный узел на 50 радиоточек, что привело к быстрому развитию радиовещания в Краснококшайске. Первые радиоустановки были смонтированы в Марийском драматическом театре, Педагогическом техникуме и Доме колхозника. Появление радио вызывало интерес как городского, так и сельского населения. На радиоточках проводились коллективные слушания радиопередач из Москвы, из которых жители области узнавали последние новости в стране и за рубежом.
2 июля 1932 года вблизи деревни Жуково был выделен земельный участок площадью 2,5 га для радиовещательной станции в Йошкар-Оле. Аппаратура и оборудование были перевезены из Казани. Запуск станции состоялся к 15-й годовщине Октября.
В 1933 году образован Марийский областной комитет радиовещания. Основной задачей комитета стало формирование и передача радиопрограмм. 3 мая 1933 года секретариат Марийского обкома партии принял постановление «О подготовке комитетом радиовещания к пуску Йошкар-Олинской радиовещательной станции». Станция должна была обеспечить вещанием всю Марийскую автономную область.
20 июня 1933 года введены в эксплуатацию новая радиостанция РВ-61, новое одноэтажное деревянное техническое здание и деревянная мачта-антенна высотой 61 м. С вводом станции РВ-61 ежедневное время радиопередач увеличилось до 8,5 часов, из них около двух часов занимала местная радиопрограмма.
15 мая 1934 года Приказом Министра связи СССР № 420-011 в Марийской автономной области был образован радиоцентр.
В 1956 году вышло постановление партии и правительства «О строительстве и развитии телевидения в стране с долевым участием средств заинтересованных министерств». В карте-схеме расположения телецентров в регионах была отмечена и Йошкар-Ола.
22 июня 1956 года на заседании исполкома Йошкар-Олинского городского совета депутатов был выделен земельный участок площадью 4 га под строительство телевизионной станции. Осенью 1957 года в деревне Лапшино началось строительство будущего телецентра. В течение года были возведены техническое здание для аппаратно-студийного комплекса (АСК) и ультракоротковолновой радиостанции, помещения для фильмохранилища и трансформаторной подстанции. В декабре 1958 года завершился монтаж 180-метровой телевизионной башни весом 250 тонн.
10 августа 1960 года государственная комиссия приняла в эксплуатацию Йошкар-Олинский телецентр. В состав телецентра входили: аппаратно-студийный комплекс (АСК), состоящий из комплекта двухканальной аппаратуры типа ТЦ-2 с телекинопроекционной; УКВ-ЧМ-радиостанция, содержащая комплект телевизионного и звукового передатчиков мощностью 5 кВт на 7 ТВК; фильмохранилище и трансформаторная подстанция. Штат предприятия составил 24 человека, начальником стал Евгений Троицкий.
15 августа 1960 года Йошкар-Олинская студия телевидения впервые вышла в эфир.
15 марта 1974 года утверждено общее положение об областном, краевом, республиканском радиотелевизионных передающих центрах системы Министерства связи СССР, которым на РТПЦ возложено обеспечение населения и народного хозяйства средствами телевидения, радиовещания и радиосвязи.
16 июня 1977 года в Марийской АССР появилось цветное телевидение.
12 мая 1978 года был выделен участок 19,98 га для строительства мощной радиотелевизионной станции (РТС) в посёлке Советский. Радиотелевизионная станция в Советском входила в первую десятку ретрансляторов, установленных в СССР, и была в 10 раз мощнее Йошкар-Олинской РТС. Высота телевизионной мачты составила 350 м. В мае 1984 года РТС Советский была введена в эксплуатацию. Именно с РТС Советский долгие годы транслировались на большую часть республики две центральные общероссийские программы: «Первый канал» и «Россия».
30 декабря 1986 года принят в эксплуатацию телевизионный ретранслятор малой мощности в городе Волжске. Было возведено здание аппаратной, подсобные помещения, установлена телевизионная мачта высотой 43 м. С вводом его в строй жители Волжского района получили возможность смотреть передачи Марийского телевидения на телеканале «Россия».
В мае-июле 1988 года были произведены монтаж, настройка и сдача в эксплуатацию телевизионных ретрансляторов малой мощности (100 Вт) и опор в Козьмодемьянске и Килемарах и проложены радиорелейные линии подачи программ радио и телевидения Йошкар-Ола — Килемары, Йошкар-Ола — Козьмодемьянск и Козьмодемьянск — Юрино. С вводом этих объектов у жителей горной стороны республики появилась возможность принимать программы местного телевидения.
30 декабря 1993 года актом Госкомиссии была принята маломощная РТС в городе Звенигово, введены в эксплуатацию гражданские сооружения и передатчик 41 ТВК мощностью 100 Вт, радиорелейная линия Мамасево — Звенигово.
Для распространения общероссийских и региональных государственных телерадиопрограмм в отдалённых районах республики (Горномарийском, Килемарском, Юринском) в 1990 году началось строительство мощной РТС в Козьмодемьянске. Комплекс РТС состоял из телевизионной мачты высотой 250 м, технического здания, подсобных помещений. Но из-за проблем с финансированием строительство завершилось только в 2002 году.
Одновременно со строительством мощной РТС в Козьмодемьянске и маломощных ретрансляторов в городах Звенигово и Волжске продолжалась работа по развитию материальной базы средств связи, сети телерадиовещания, модернизации имеющихся новых технических средств.
В 2002 году Радиотелевизионный передающий центр Республики Марий Эл вошёл в состав РТРС — единого оператора эфирного телерадиовещания, образованного Указом Президента Российской Федерации от 13.08.2001 № 1031. РТРС объединил 78 региональных радиотелевизионных передающих центров страны.

## Деятельность
В 2011—2018 годы РТРС создал в Республике Марий Эл сеть цифрового эфирного телерадиовещания. 26 передающих станций телесети из 31 возводились с нуля. Строительство цифровой телесети в регионе предусматривалось федеральной целевой программой «Развитие телерадиовещания в Российской Федерации на 2009—2018 годы».
30 июля 2013 года в Республике Марий Эл открылся центр консультационной поддержки зрителей цифрового эфирного телевидения.
В июле 2013 года Радиотелевизионный передающий центр Республики Марий Эл начал трансляцию первого мультиплекса в Йошкар-Оле. В мае 2015 года началась трансляция второго мультиплекса.
В конце 2013-начале 2014 года РТРС начал тестовую трансляцию 10 телеканалов первого мультиплекса в Волжске, Козьмодемьянске, Звенигово и Советском.
12 мая 2014 года РТРС и Правительство Республики Марий Эл подписали соглашение о сотрудничестве в области развития телевидения и радиовещания в регионе.
25 декабря 2015 года в Йошкар-Оле радиотелецентр завершил создание телесети первого мультиплекса.
1 ноября 2017 года РТРС начал включение программ ГТРК «Марий Эл» в эфирную сетку каналов первого мультиплекса «Россия 1» и «Россия 24».
В декабре 2018 года в Республике Марий Эл начали работу все передатчики второго мультиплекса.Цифровой телесигнал стал доступен для 99,6 % населения региона — 683 тысяч человек.
Во время перехода на цифровое эфирное телевидение Радиотелецентр в Республике Марий Эл при поддержке правительства региона проводил информационно-разъяснительную кампанию среди населения.
3 июня 2019 года в регионе прекратилось аналоговое вещание федеральных телеканалов. Республика Марий Эл полностью перешла на цифровое телевидение.
2 марта 2020 года радиотелецентр начал цифровую трансляцию программ телеканала МЭТР в сетке телеканала ОТР.
В 2020 году радиотелецентр включился в реализацию совместной программы ВГТРК и РТРС по расширению сети радиовещания. Устаревшие УКВ-передатчики радиостанций «Радио России», «Маяк» и «Вести ФМ» заменили на новое оборудование FM-диапазона. 11 октября 2021 года программа модернизации радиосети ВГТРК в Республике Марий Эл была завершена. Радиотелецентр включил в работу 10 новых радиовещательных передатчиков. Приём программы «Радио России» стал доступен 85 % жителей республики.

## Организация вещания
РТРС транслирует в Республике Марий Эл:
- 20 телеканалов и три радиостанции в цифровом формате;
- два телеканала и 11 радиостанций в аналоговом формате.

Инфраструктура эфирного телерадиовещания филиала РТРС в Республике Марий Эл включает:
- республиканский радиотелецентр;
- пять производственных подразделений;
- центр формирования мультиплексов;
- 31 передающую станцию;
- 31 антенно-мачтовое сооружение;
- 94 приёмо-передающие земные спутниковые станции.